# 攀枝花南站
攀枝花南站位于四川省攀枝花市仁和区仁和镇莲花村，是峨广铁路（成昆铁路复线）的一座车站。车站于2018年8月开工。2020年1月9日本站至永仁站开通运营。

## 车站结构

### 站房
攀枝花南站整体依山而建，分为铁路站场、铁路站房和站前交通枢纽。其中铁路站房建筑面积7999.2平方米，屋顶采用镂空的攀枝花形吊顶；候车面积2850平方米，最多聚集人数2500人。站房前设有面积4.462万平方米的综合交通枢纽，外立面为弧形立面幕墙；交通枢纽地下2层、地上2层，屋顶即铁路站房的站前广场，连接铁路站房和长途车站、公交车站。
- 综合交通枢纽进站楼梯
- 站房候车室内部
- 检票口
- 出站口

### 站场

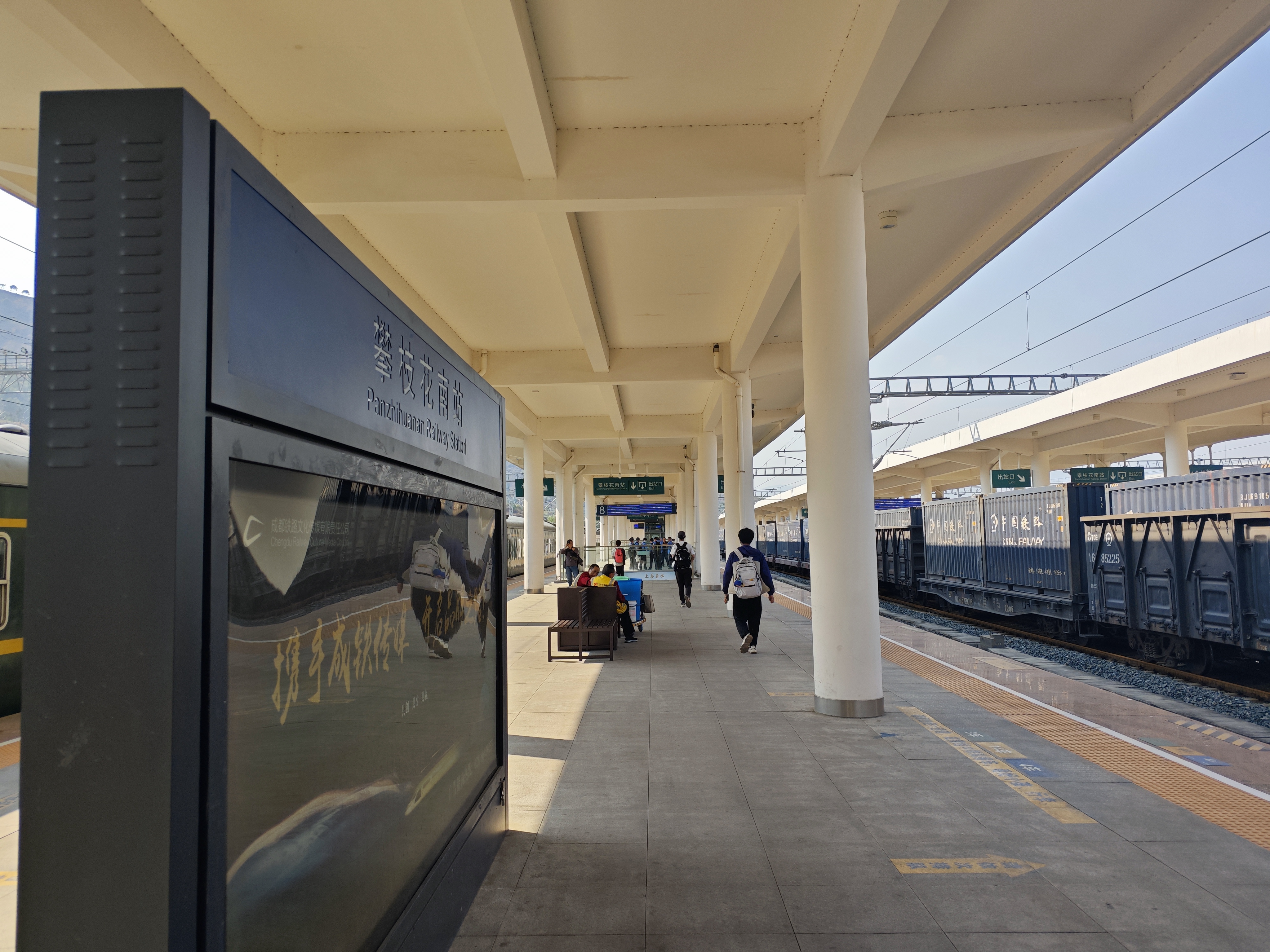
车站站台

攀枝花南站站场规模4台12线，和铁路站房通过12米宽进站地道、12米宽出站地道和5.4米宽行包地道连接。站场北侧为客车整备所，设有12条整备线。

## 运营状况
自2024年9月攀枝花站停运后，攀枝花南站即成为攀枝花市主要的客运车站。截至2025年4月运行图，攀枝花南站每日停靠26.5对列车，其中动车（含CR200J）20.5对、普速列车4对、旅游列车2对。
本站目前开行以下始发列车：
| 列车所属路局     | 车次             | 方向 |
| ---------------- | ---------------- | ---- |
| 成都局集团       |                  |      |
| C48、C52         | 成都南           |      |
| C78              | 重庆北           |      |
| D168、C954、C756 | 西宁、高兴、达州 |      |
| K818             | 北京西           |      |
| 5634             | 普雄             |      |
| 昆明局集团       | D263             | 昆明 |